# Temporada 1996-1997 del FC Barcelona (femení)
La temporada 1996-97 és la 9a en la història del Club Femení Barcelona.

## Desenvolupament de la temporada
Les jugadores queden quartes classificades del grup 3 de Divisió d'Honor i no es classifiquen per la final a quatre. Aquell any va iniciar un nou format de lliga per grups territorials i final a quatre.

## Jugadores i cos tècnic

### Plantilla 1996-97
La plantilla i el cos tècnic del primer equip per a l'actual temporada (manca informació) són els següents:
| N. | Pos. | Nac. | Jugador          |
| -- | ---- | --- | ---------------- |
| —  | DEF  | [[Fitxer:Flag of Catalonia.svg\|23x15px\|border \|alt=Catalunya\|link=Selecció de futbol de Catalunya\|{{#if:\|]] | Judith Corominas |

| N. | Pos. | Nac. | Jugador |
| -- | ---- | ---- | ------- |

### Cos tècnic 1996-97
- Entrenador:  Luis de la Pena

## Partits
Victòria       Empat       Derrota

### Lliga
| 6 d'octubre de 1996 | Club Femení Barcelona | 7-0   | Trinitat (femení) | Barcelona, Catalunya                        |  |
| Jornada 1           |                       | [ 3 ] |                   | Zona Esportiva del FC Barcelona Catalunya · |  |

| 13 d'octubre de 1996 | RCD Espanyol (femení) | 5-2   | Club Femení Barcelona | Barcelona, Catalunya |  |
| Jornada 2            |                       | [ 2 ] |                       |                      |  |

| 20 d'octubre de 1996 | Club Femení Barcelona | 10-0  | Club Futbol Femení Tortosa Ebre | Barcelona, Catalunya                        |  |
| Jornada 3            |                       | [ 3 ] |                                 | Zona Esportiva del FC Barcelona Catalunya · |  |

| 27 d'octubre de 1996 | El Raval | 0-3   | Club Femení Barcelona | Barcelona, Catalunya |  |
| Jornada 4            |          | [ 3 ] |                       |                      |  |

| 3 de novembre de 1996 | Club Femení Barcelona | 1-2   | Sant Vicent València Club de Futbol | Barcelona, Catalunya                        |  |
| Jornada 5             |                       | [ 3 ] |                                     | Zona Esportiva del FC Barcelona Catalunya · |  |

| 10 de novembre de 1996 | Club de Futbol Femení Athenas | 0-4   | Club Femení Barcelona | Barcelona, Catalunya |  |
| Jornada 6              |                               | [ 3 ] |                       |                      |  |

| 17 de novembre de 1996 | Club Femení Barcelona | 8-1   | CF Pardinyes (femení) | Barcelona, Catalunya                        |  |
| Jornada 7              |                       | [ 3 ] |                       | Zona Esportiva del FC Barcelona Catalunya · |  |

| 24 de novembre de 1996 | Centre d'Esports Sabadell Futbol Club (femení) | 3-1   | Club Femení Barcelona | Sabadell, Catalunya |  |
| Jornada 8              |                                                | [ 3 ] |                       |                     |  |

| 1 de desembre de 1996 | Club Femení Barcelona | 4-1   | Torrent (femení) | Torrent, Comunitat Valenciana |  |
| Jornada 9             |                       | [ 3 ] |                  |                               |  |

| 15 de desembre de 1996 | UD 77 Taxonera (femení) | 0-3   | Club Femení Barcelona | Barcelona, Catalunya |  |
| Jornada 10             |                         | [ 3 ] |                       |                      |  |

| 22 de desembre de 1996 | Club Femení Barcelona | 12-0  | Unió Esportiva Deltebre (femení) | Barcelona, Catalunya                        |  |
| Jornada 11             |                       | [ 3 ] |                                  | Zona Esportiva del FC Barcelona Catalunya · |  |

| 29 de desembre de 1996 | Unió Esportiva Cornellà (femení) | 1-3   | Club Femení Barcelona | Cornellà de Llobregat, Catalunya |  |
| Jornada 12             |                                  | [ 3 ] |                       |                                  |  |

| 6 de gener de 1997 | Club Femení Barcelona | 2-0   | Club de Fútbol Llers (femení) | Barcelona, Catalunya                        |  |
| Jornada 13         |                       | [ 3 ] |                               | Zona Esportiva del FC Barcelona Catalunya · |  |

| 12 de gener de 1997 | Trinitat (femení) | 1-4   | Club Femení Barcelona | Barcelona, Catalunya |  |
| Jornada 14          |                   | [ 3 ] |                       |                      |  |

| 19 de gener de 1997 | Club Femení Barcelona | 3-0   | Reial Club Deportiu Espanyol de Barcelona | Barcelona, Catalunya                        |  |
| Jornada 15          |                       | [ 3 ] |                                           | Zona Esportiva del FC Barcelona Catalunya · |  |

| 26 de gener de 1997 | Club Futbol Femení Tortosa Ebre | 1-4   | Club Femení Barcelona | Tortosa, Catalunya               |  |
| Jornada 16          |                                 | [ 3 ] |                       | Municipal de Tortosa Catalunya · |  |

| 2 de febrer de 1997 | Club Femení Barcelona | 4-1   | El Raval | Barcelona, Catalunya                        |  |
| Jornada 17          |                       | [ 3 ] |          | Zona Esportiva del FC Barcelona Catalunya · |  |

| 9 de febrer de 1997 | Sant Vicent València Club de Futbol | 2-0   | Club Femení Barcelona | València, Comunitat Valenciana |  |
| Jornada 18          |                                     | [ 3 ] |                       |                                |  |

| 16 de febrer de 1997 | Club Femení Barcelona | 3-0   | Club de Futbol Femení Athenas | Barcelona, Catalunya                        |  |
| Jornada 19           |                       | [ 3 ] |                               | Zona Esportiva del FC Barcelona Catalunya · |  |

| 23 de febrer de 1997 | CF Pardinyes (femení) | 1-2   | Club Femení Barcelona | Pardinyes, Catalunya |  |
| Jornada 20           |                       | [ 3 ] |                       |                      |  |

| 2 de març de 1997 | Club Femení Barcelona | 1-0   | Centre d'Esports Sabadell Futbol Club (femení) | Barcelona, Catalunya                        |  |
| Jornada 21        |                       | [ 3 ] |                                                | Zona Esportiva del FC Barcelona Catalunya · |  |

| 9 de març de 1997 | Torrent (femení) | 1-2   | Club Femení Barcelona | Torrent, Comunitat Valenciana |  |
| Jornada 22        |                  | [ 3 ] |                       |                               |  |

| 16 de març de 1997 | Club Femení Barcelona | 5-0   | UD 77 Taxonera (femení) | Barcelona, Catalunya                        |  |
| Jornada 23         |                       | [ 3 ] |                         | Zona Esportiva del FC Barcelona Catalunya · |  |

| 23 de març de 1997 | Unió Esportiva Deltebre (femení) | 0-13  | Club Femení Barcelona | Deltebre, Catalunya |  |
| Jornada 24         |                                  | [ 3 ] |                       |                     |  |

| 13 d'abril de 1997 | Club Femení Barcelona | 0-6   | Unió Esportiva Cornellà (femení) | Barcelona, Catalunya                        |  |
| Jornada 25         |                       | [ 3 ] |                                  | Zona Esportiva del FC Barcelona Catalunya · |  |

| 20 d'abril de 1997 | Club de Fútbol Llers (femení) | 2-2   | Club Femení Barcelona | Llers, Catalunya |  |
| Jornada 26         |                               | [ 3 ] |                       |                  |  |